# Upsilon (Anglo-arabe)
Pour les articles homonymes, voir Upsilon (homonymie) et Upsilon (cheval).
Upsilon (né le 22 mars 2008) est un étalon de robe grise, issu du stud-book Anglo-arabe français, monté en concours complet d'équitation par le cavalier Thomas Carlile. Il est triple champion de France des jeunes chevaux de concours complet en 2012, 2013 et 2014. Il est vice-champion du monde des 7 ans. 
En mars 2019, il tombe gravement malade, rendant son retour sur les terrains de concours très incertain. 

## Histoire
Il naît le 22 mars 2008 à l'élevage de Patrick Sisqueille, à Castéra-Verduzan dans le Gers, en France.
Il est remarqué très tôt, puisqu'il est sacré champion suprême des chevaux de concours complet de deux ans à Pompadour. L'année suivante, il est finaliste en saut d'obstacles à Saint-Lô. Cette même année, le cavalier Thomas Carlile l'acquiert avec ses associés. Ce dernier hésite à le faire concourir en saut d'obstacles ou en concours complet, mais choisit le complet pour mettre en valeur l'aisance d'Upsilon sur les trois épreuves, malgré des critiques qui l'accusent de gaspiller le potentiel du cheval.
Upsilon est sacré champion de France de concours complet à 4, 5 et 6 ans. En 2015, il décroche la médaille d'argent au championnat du monde de concours complet du Lion-d'Angers.
Surdoué, il intègre l'équipe de France de concours complet en 2017, à seulement 9 ans, pour participer aux championnats d'Europe.
En mars 2019, il tombe malade d'une forme présumée d'herpès virus, qui entraîne des troubles neuro-moteurs. Aucun virus n'est détecté, mais la maladie s'avère difficile à soigner, avec une crise doublée d'ataxie début avril 2019. Upsilon effectue des séjours à la clinique vétérinaire spécialisée de Gand. Il revient en France, mais reste atteint sur le plan neuro-moteur.

## Description
Upsilon est un étalon de robe grise, inscrit au stud-book de l'Anglo-arabe, en tant qu'Anglo-arabe de complément. Il compte en effet 19,98 % d'origines Arabe. Il présente un modèle qualifié de chic et d'expressif, des allures de grande qualité, et de grandes facilités en saut d'obstacles.

## Palmarès
Upsilon effectue toute sa carrière avec Thomas Carlile.

## Origines
Upsilon est un fils de l'étalon Holsteiner Canturo (et donc par lui arrière-petit-fils de Calando I), et de la jument O'vive, par Fusain du Defey.
| Origines de Upsilon                        | Origines de Upsilon                | Origines de Upsilon | Origines de Upsilon |
| ------------------------------------------ | ---------------------------------- | ------------------- | ------------------- |
| Père Canturo 1995 - Holsteiner Bai, 1,68 m | Cantus 1981 - Holsteiner           |                     |                     |
| Père Canturo 1995 - Holsteiner Bai, 1,68 m | Cantus 1981 - Holsteiner           |                     |                     |
| Père Canturo 1995 - Holsteiner Bai, 1,68 m | Cantus 1981 - Holsteiner           |                     |                     |
| Père Canturo 1995 - Holsteiner Bai, 1,68 m | Cantus 1981 - Holsteiner           |                     |                     |
| Père Canturo 1995 - Holsteiner Bai, 1,68 m | Fara 1991 - Holsteiner             |                     |                     |
| Père Canturo 1995 - Holsteiner Bai, 1,68 m |                                    |                     |                     |
| Père Canturo 1995 - Holsteiner Bai, 1,68 m |                                    |                     |                     |
| Père Canturo 1995 - Holsteiner Bai, 1,68 m |                                    |                     |                     |
| Mère O'Vive 2002 - Anglo-arabe Gris        | Fusain du Defey 1993 - Anglo-arabe |                     |                     |
| Mère O'Vive 2002 - Anglo-arabe Gris        | Fusain du Defey 1993 - Anglo-arabe |                     |                     |
| Mère O'Vive 2002 - Anglo-arabe Gris        | Fusain du Defey 1993 - Anglo-arabe |                     |                     |
| Mère O'Vive 2002 - Anglo-arabe Gris        | Fusain du Defey 1993 - Anglo-arabe |                     |                     |
| Mère O'Vive 2002 - Anglo-arabe Gris        | Garce d'Aulix 1994 - Anglo-arabe   |                     |                     |
| Mère O'Vive 2002 - Anglo-arabe Gris        |                                    |                     |                     |
| Mère O'Vive 2002 - Anglo-arabe Gris        |                                    |                     |                     |
| Mère O'Vive 2002 - Anglo-arabe Gris        |                                    |                     |                     |

## Descendance
Upsilon est un reproducteur populaire, tant pour le saut d'obstacles que pour le concours complet. Durant le championnat de France des chevaux de complet de 4 ans de 2019, trois chevaux parmi les quatre premiers sont des fils d'Upsilon.
L'un de ses fils, Espri du Figuier (Upsilon x Ryon d'Anzex), est approuvé à la reproduction et évolue en saut d'obstacles.